# جانوس سيكيلي
جانوس سيكيلي (بالرومانية: János Székely)‏ هو لاعب كرة قدم روماني في مركز الوسط، ولد في 13 مايو 1983 في تيميشوارا في رومانيا. شارك مع منتخب رومانيا لكرة القدم. أما مع النوادي، فقد لعب مع بولتيهنيكا تيميسوارا وجامعة كلوج وستيوا بوخارست وكورونا كييلتسى ونادي أوتسيلول غالاتسي ونادي براشوف ونادي تارغو موريش ونادي فولغا نيجني نوفغورود.

## وصلات خارجية
- جانوس سيكيلي على موقع الاتحاد الأوربي (الإنجليزية)
- جانوس سيكيلي على موقع قاعدة بيانات كرة القدم.إي يو (الإنجليزية)
- جانوس سيكيلي على موقع Soccerway.com (الإنجليزية)
- جانوس سيكيلي على موقع عالم كرة القدم.نت (الإنجليزية)